# Яценко, Андрей Сергеевич
Андрей Сергеевич Яценко (родился 14 сентября 1997 года) — украинский борец вольного стиля, выступающий в весовой категории до 57 кг. Бронзовый призёр чемпионата мира по борьбе 2017 года в Париже. Серебряный призёр Чемпионата Европы 2016 года. Чемпион Европы U-23 2019 года. Чемпион Европы среди юниоров. В 2022 году выиграл чемпиона Украины, а годом позже стал финалистом.
Принял участие в третьем сезоне Pro Wrestling League за команду города Мумбай.
В мае 2024 года Яценко принял участие в мировом квалификационном турнире в Стамбуле, где в решающей схватке проиграл китайцу Цзоу Ванхао, не сумев завоевать лицензию на Олимпийские игры в Париж.